# فيكتوريا هدسون (لاعبة ألعاب قوى)
فيكتوريا هدسون (ولدت في 28 مايو 1996) هي لاعبة ألعاب قوى نمساوية متخصصة في رياضة رمي الرمح. مثلت بلدها في بطولة العالم لألعاب القوى 2019، لكنها لم تتأهل للنهائي. كما تنافست في الألعاب الأولمبية الصيفية 2020، وفازت في حدث رمي الرمح للسيدات في بطولة أوروبا لألعاب القوى 2024 التي أقيمت في روما عام 2024. بدأت برمية 64.62 مترًا في الجولة الافتتاحية للنهائي، وفازت بالميدالية الذهبية الأولى للنمسا في البطولة منذ عام 1971. أفضل رقم شخصي لها في هذا الحدث هو 64.68 مترًا، سجلته في آيزنشتات في 26 أبريل 2021.

## نشأتها
ولدت فيكتوريا هدسون يوم 28 مايو 1996 في هاينبورغ آن دير دوناو، النمسا لأب إنجليزي وأم نمساوية.